# Биг Лејк (округ Шебурн, Минесота)
Биг Лејк (енгл. Big Lake, Sherburne County) град је у америчкој савезној држави Минесота.

## Демографија
По попису из 2010. године број становника је 10.060, што је 3.997 (65,9%) становника више него 2000. године.
| Група             | 2000.         | 2010.         |
| Белци             | 5.811 (95,8%) | 9.116 (90,6%) |
| Афроамериканци    | 8 (0,1%)      | 176 (1,7%)    |
| Азијати           | 26 (0,4%)     | 121 (1,2%)    |
| Хиспаноамериканци | 109 (1,8%)    | 371 (3,7%)    |
| Укупно            | 6.063         | 10.060        |